# Villaescusa (Zamora)
Villaescusa è un comune spagnolo di 357 abitanti situato nella comunità autonoma di Castiglia e León.